# Franciszek Glugla
Franciszek Glugla (ur. 8 lutego 1872 w Turkowach, zm. 28 grudnia 1940 w Łodzi) – łódzki kupiec, hurtownik, twórca i właściciel największej łódzkiej palarni kawy „TRYUMF”.  

## Życiorys
Urodził się 8 lutego 1872 r. w Turkowach, pow. sycowskim, w rodzinie Jana i Zuzanny z Orszuloków. Ukończył szkołę średnią i odbył praktykę handlową w Kępnie. Pracował w przedsiębiorstwa handlowych w Hamburgu, Wrocławiu i Poznaniu. W szybko rozwijającej się fabrykanckiej, kapitalistycznej Łodzi widział swoją życiową szansę, dlatego tu osiedlił się i założył rodzinę. Od 1893 r. prowadził własne przedsiębiorstwo hurtowego handlu kawą, herbatą i towarami kolonialnymi, w 1896 r. ożenił się Emilią z Bartoszów. W 1899 r. powstała największa łódzka elektryczna palarnia kawy „TRYUMF”, której był właścicielem. Firma miała nazwę „Hurtownia Winno-Kolonialna i Palarnia Kawy Franciszek Glugla” a siedzibę miała w Łodzi przy ul. Południowej 28 (dziś Rewolucji 1905 r.). 8 lipca 1931 r. zatwierdzony został znak ochronny (Arab z wielbłądem) na import kawy, herbaty i kakao, który zaprojektowany został przez Aleksandra Lachmana.  

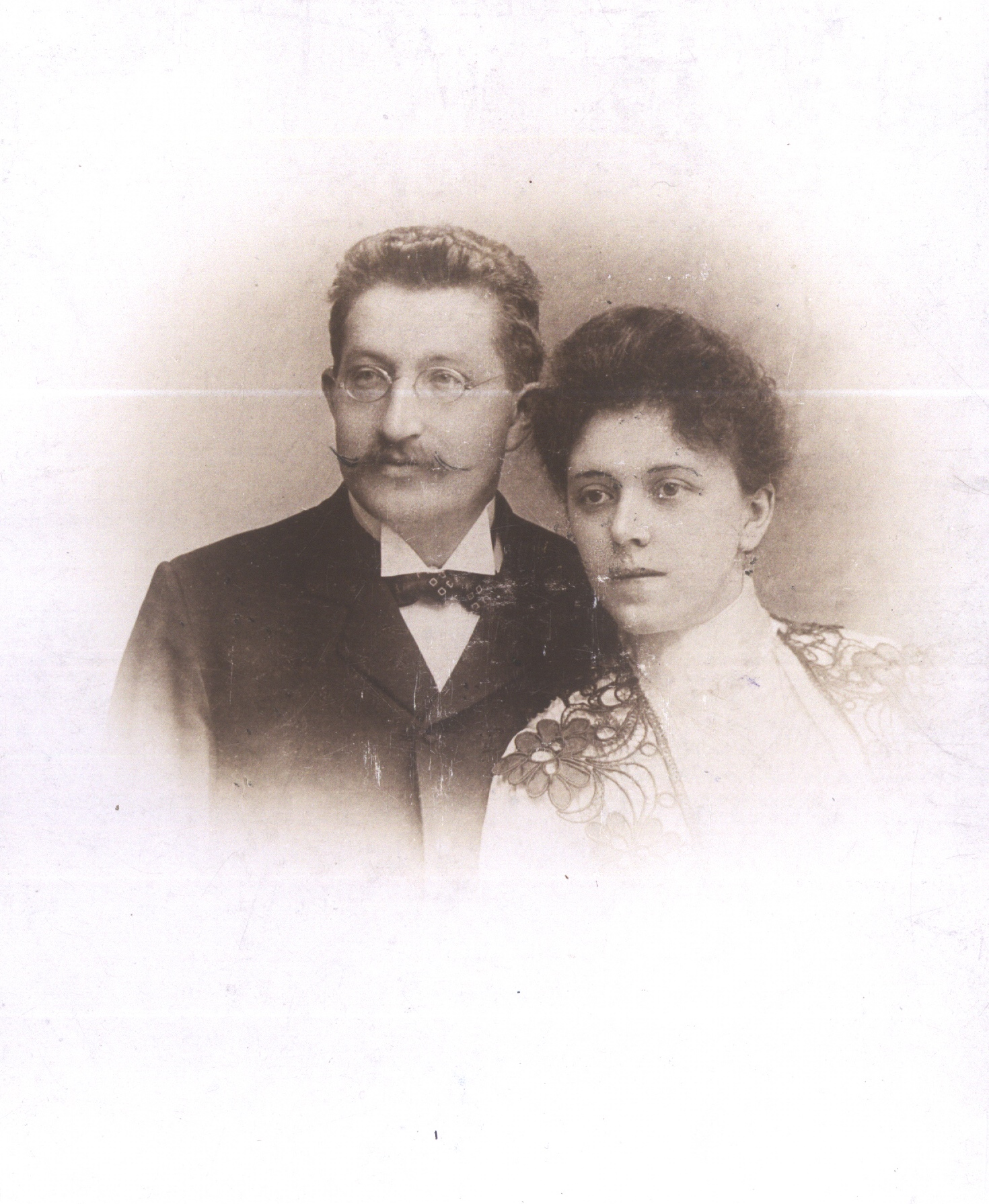
Franciszek Glugla z żoną Emilią

W 1912 r. był współzałożycielem Stowarzyszenia Kupców i Przemysłowców Chrześcijańskich w Łodzi. W 1914 r. został internowany przez władze rosyjskie w Moskwie, skąd zbiegł do Szwajcarii, gdzie przebywał do 1919. 
W środowisku fabrykanckim zyskał opinię człowieka uczciwego o niezachwianych zasadach moralnych. Był długoletnim sędzią handlowym przy Sądzie Okręgowym i radcą Izby Przemysłowo-Handlowej w Łodzi. 
Utrzymywał bliskie kontakty z rodzinami Grohmanów i Poznańskich. 
We wrześniu 1939 r., gdy hitlerowcy zajęli Łódź, odmówił podpisania Volkslisty i stracił cały dorobek życia. Owe wydarzenia doprowadziły go do załamania nerwowego i śmierci. Pochowany został na cmentarzu Powązkowskim w Warszawie. 
Po II wojnie światowej mimo próśb spadkobierców, aby państwo przejęło maszyny w palarni i ją uruchomiły, najpierw palarnię zaplombowano, a później maszyny zdemontowano i wywieziono na złom. Barbara i Paweł Meinhardt propagują wiedzę o swoim pradziadku i jego działalności.

## Ordery i odznaczenia
- Złoty Krzyż Zasługi (1937)[1]